# Trem suburbano
Trem urbano, Trem de subúrbio, Trem suburbano, Trem metropolitano (português brasileiro) ou Comboio urbano, Comboio de subúrbio, Comboio suburbano, Comboio metropolitano (português europeu) é um serviço de transporte ferroviário de passageiros que opera principalmente dentro de uma área metropolitana, conectando passageiros a uma cidade grande a partir de subúrbios ou cidades adjacentes. Geralmente, os sistemas ferroviários são considerados pesados, usando trens eletrificados ou a diesel. Tarifas de distância ou divisões em zonas de preços também podem ser usados.

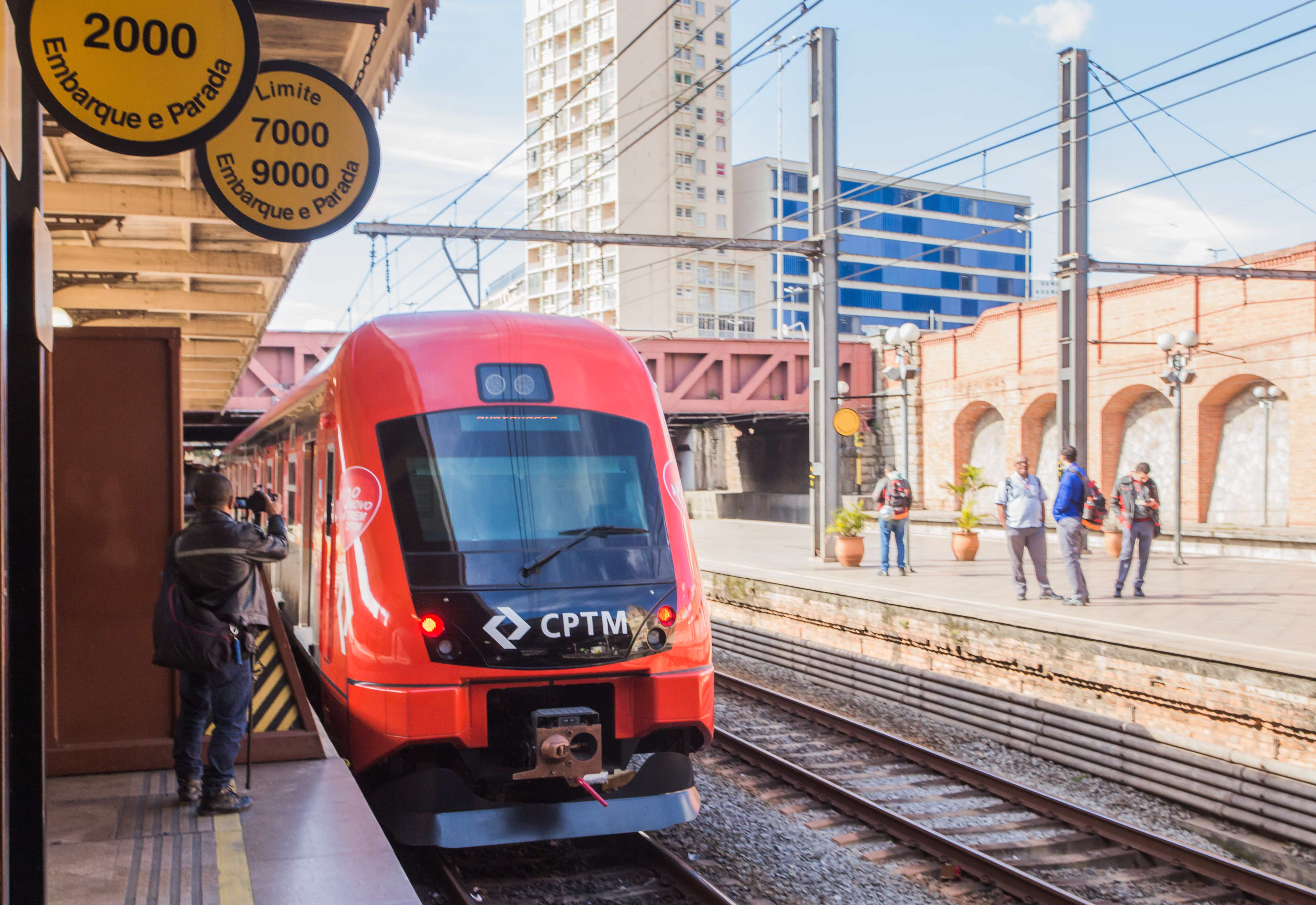
Trem urbano da CPTM, em São Paulo.

O termo pode se referir a sistemas com uma ampla variedade de recursos e frequências de serviço diferentes, mas é frequentemente usado em contraste com o metrô ou o VLT. Estes trens desempenham um papel importante na vida econômica da cidade porque eles carregam um grande número de trabalhadores em um ritmo chamado de "pendular", na manhã da periferia para o centro e à noite na direção oposta.

## Características
A maioria dos trens urbanos (ou suburbanos) é construída de acordo com os padrões ferroviários da linha principal,[carece de fontes?]diferindo dos sistemas de trem leve ou de metrô por:
- serem maiores
- proporcionar mais assentos e menos espaço, devido às distâncias mais longas envolvidas
- ter (na maioria dos casos) uma frequência de serviço mais baixa
- ter serviços programados (ou seja, trens circulam em horários específicos e não em intervalos específicos)
- servir áreas suburbanas de menor densidade, conectando tipicamente subúrbios ao centro da cidade
- compartilhar a linha com trens interurbanos ou de carga
- não ser totalmente separado por grau (contendo passagens na série com portões de cruzamento)
- ser capaz de pular certas estações como um serviço expresso devido a ser normalmente controlado pelo motorista.

### Horários
Comparado ao metrô, os trens suburbanos geralmente têm frequência mais baixa, seguindo um cronograma, em vez de intervalos fixos, e menos estações espaçadas. Eles atendem principalmente áreas suburbanas de menor densidade (fora da cidade) e geralmente compartilham a passagem com trens interurbanos ou de carga. Alguns serviços operam apenas durante o horário de pico e outros usam menos partidas durante o horário de pico e fins de semana. As velocidades médias são altas, geralmente 50 km/h ou mais. Essas velocidades mais altas atendem melhor as distâncias maiores envolvidas. Alguns serviços incluem serviços expressos que pulam algumas estações para funcionar mais rapidamente e separar os passageiros de longa distância dos de curta distância.[carece de fontes?]
O alcance geral da distância dos trens varia entre 15 e 200 km. Às vezes, longas distâncias podem ser explicadas pelo fato de o trem circular entre duas ou várias cidades (por exemplo, o S-Bahn na área do Vale do Ruhr na Alemanha). As distâncias entre as estações podem variar, mas geralmente são muito maiores do que as dos sistemas ferroviários urbanos. Nos centros das cidades, o trem tem uma estação terminal ou passa pelo centro da cidade com muito menos paradas do que as dos sistemas ferroviários urbanos. Os banheiros geralmente estão disponíveis a bordo dos trens e nas estações.

### No Brasil
A primeira definição técnica criada sobre trens suburbanos foi elaborada em 1978:
| Característica                        | Trem suburbano                                         |
| ------------------------------------- | ------------------------------------------------------ |
| Capacidade (Passageiros/hora/sentido) | 20000 a 80000                                          |
| Distância média entre estações        | Acima de 2000 m                                        |
| Aceleração                            | 0,7 a 1,0 m/s2                                         |
| Velocidade máxima                     | 120 km/h                                               |
| Tipos de linhas                       | radiais                                                |
| Utilização das linhas                 | mista (trens de carga e passageiros de longo percurso) |
| Cobrança tarifária                    | nas estações                                           |
| Tipo de alimentação                   | Elétrica por Catenária                                 |
| Tensão de alimentação                 | 3000 VCC                                               |
| Alcance                               | 100 km                                                 |

### Em Portugal

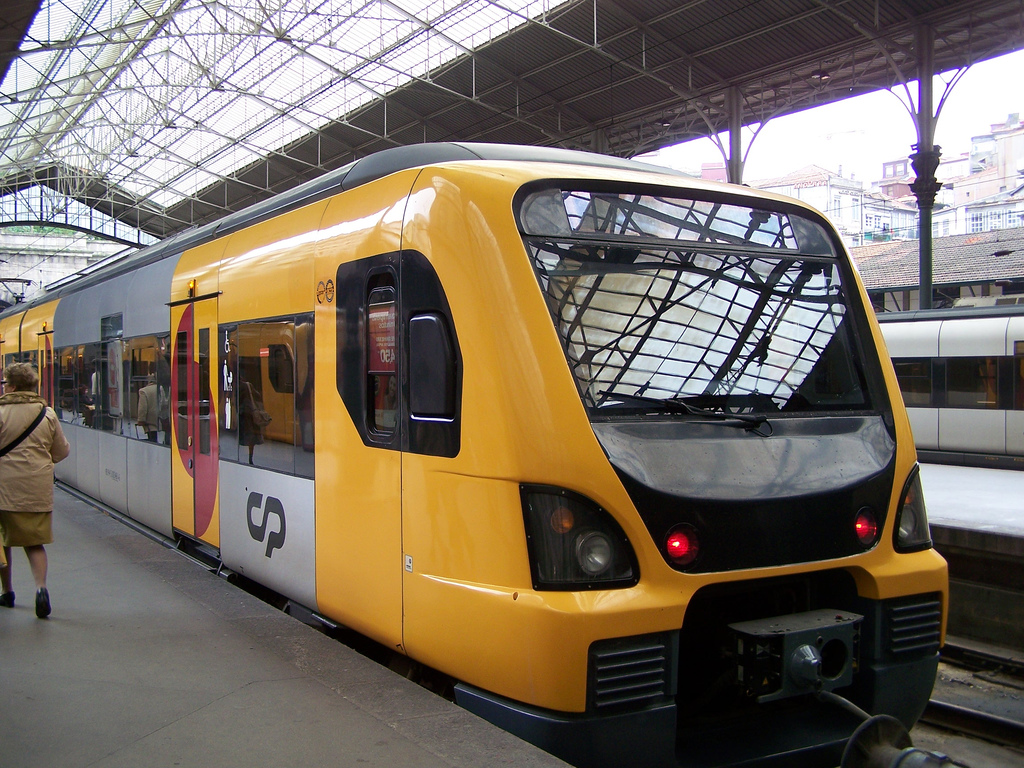
Comboio urbano da CP, no Porto.

Os serviços ferroviários de transporte urbano e suburbano de passageiros asseguram as ligações, na área da grande Lisboa, área do grande Porto e na área de Coimbra, nas seguintes linhas/eixos:
- Urbano de Lisboa: assegura o transporte nas Linhas de Sintra, Azambuja, Cascais e Sado.
- Urbano do Porto: assegura o transporte nas Linhas de Braga, Aveiro, Marco e Guimarães.
- Urbano de Coimbra: assegura o transporte no eixo Coimbra - Figueira da Foz.

Os serviços urbanos não têm reserva de lugar e dispõem de uma única classe.
Para os serviços urbanos de Lisboa e Porto é obrigatória a validação dos títulos de transporte, que deverá ser feita antes de transpostas as zonas identificadas como de acesso restrito e antes de iniciada a viagem. Em conformidade com o artigo 7.º, n.º 1, alínea d) da Lei n.º 28/2006, de 4 de Julho, na redação dada pelo Decreto-Lei nº 117/2017, de 12 de Setembro e com o Artigo 7º, nº 1 do Decreto-Lei n.º 58/2008, de 26 de Março, na redação do Decreto-Lei n.º 35/2015, de 6 de março, e com as alterações do Decreto-Lei n.º 124-A/2018, de 31 de dezembro, sempre que existam validadores ou sistema de canais de acesso associados ao sistema de bilhética sem contacto é obrigatória a validação de todos os títulos de transporte, inclusive dos títulos mensais, sob pena de ser considerado passageiro sem título válido.

### Bitola
Sua capacidade de coexistir com serviços de trens de carga ou intermunicipal na mesma linha pode reduzir drasticamente os custos de construção do sistema. No entanto, frequentemente eles são construídos com faixas dedicadas dentro dessa prioridade para evitar atrasos, especialmente onde as densidades de serviço convergem nas partes internas da rede.
A maioria desses trens possuem bitola padrão local. Alguns sistemas podem funcionar em com uma bitola mais estreita ou mais ampla. Exemplos de sistemas de bitola estreita são encontrados no Japão, Indonésia, Malásia, Tailândia, Suíça, nos sistemas de Brisbane (Queensland Rail) e Perth (Transperth) na Austrália, em alguns sistemas na Suécia e na linha Gênova-Casella em Itália. Alguns países e regiões, incluindo Finlândia, Índia, Paquistão, Rússia, Brasil e Sri Lanka, além de São Francisco (BART) nos EUA e Melbourne e Adelaide na Austrália, usam faixas de bitola larga.

### Diferenças com outros sistemas de transporte ferroviário

#### Metrô
Não existe basicamente uma diferença conceitual que diferencie os metrôs dos trens, sendo que em geral, os sistemas de trens suburbanos são anteriores à urbanização das cidades, e os metrôs, posteriores, o que faz com que a diferenciação acabe se dando por comparação e fatores históricos entre dois sistemas em separado. Geralmente metrôs possuem tecnologias mais modernas que os trens.
O metrô geralmente cobre uma área urbana urbana menor, tem uma frequência de circulação mais alta e tem a maior parte de suas linhas subterrâneas ou elevadas.
No entanto, a classificação pode ser difícil, pois ambos normalmente cobrem exclusivamente uma área metropolitana. O fato da terminologia não ser padronizada entre os países complica ainda mais as coisas. Essa distinção é mais fácil quando existem dois (ou mais) sistemas, como o metrô de São Paulo e o sistema de trens da CPTM; o metrô, o LIRR e o Metro-North Railroad (Nova York); o metrô e o RER (Paris); o Transilien, as linhas de metrô do Underground e do Overground, além do Crossrail, Thameslink, juntamente com outros operadores ferroviários (Londres); o metrô e o Cercanías (Madrid); o metrô de Barcelona e o Rodalies (Barcelona); o metrô e os trens da SuperVia (Rio de Janeiro); o metrô de Tóquio e as linhas JR, além de vários sistemas ferroviários operados pela iniciativa privada (Tóquio); entre outros.

#### Trens intermunicipais
Em alguns países europeus, é muito difícil fazer a distinção entre trens e trens intermunicipais de longa distância, devido às distâncias relativamente curtas envolvidas. Por exemplo, os chamados trens "intermunicipais" na Bélgica e nos Países Baixos transportam muitos passageiros e seus equipamentos, o alcance e a velocidade são semelhantes aos dos trens suburbanos em alguns países maiores. No Reino Unido, não existe uma divisão real da organização e nome da marca entre trens, trens regionais e entre cidades, dificultando a categorização das conexões de trem.
Os trens suburbanos russos, por outro lado, freqüentemente cobrem áreas maiores que a própria Bélgica, embora ainda sejam pequenas distâncias para os padrões russos. Eles possuem um sistema de emissão de bilhetes diferente dos trens de longa distância e, nas grandes cidades, costumam operar em uma seção separada da estação de trem.
A maneira mais fácil de identificar esses serviços "entre cidades" é que eles tendem a operar como serviços expressos - apenas ligando as principais estações nas cidades em que eles se ligam, sem parar em nenhuma outra estação. No entanto, esse termo é usado na Austrália (Sydney, por exemplo) para descrever os trens regionais que operam além dos limites dos serviços suburbanos, embora alguns desses serviços "interurbanos" parem todas as estações semelhantes aos serviços regionais alemães. Nesse sentido, as delineações de serviço alemãs e as convenções de nomenclatura correspondentes são mais claras e melhor utilizadas para fins acadêmicos.

#### Trens de alta velocidade
Às vezes, o trem de alta velocidade pode servir o uso diário de passageiros. O sistema ferroviário japonês de alta velocidade Shinkansen é muito utilizado pelos passageiros na área da Grande Tóquio e possuem a uma velocidade de 100 e 200 km. Para atender à demanda dos passageiros, a JR vende bilhetes com desconto para passageiros e opera trens E4 da série E4 Shinkansen de dois níveis nos horários de pico, oferecendo uma capacidade de 1.600 assentos. Várias linhas na China, como a Linha de Alta Velocidade Pequim-Tianjin e a Linha de Alta Velocidade Xangai-Nanjing, desempenham um papel semelhante, com muitas outras linhas desse em construção ou planejadas.
Os serviços de alta velocidade que ligam Zurique, Berna e Basileia, na Suíça, que possuem velocidades de 200 km/h, levaram as zonas centrais de negócios dessas três cidades a uma hora uma do outra. Isso resultou em uma demanda inesperadamente alta por novas viagens entre as três cidades e um aumento correspondente nos passageiros dos trens suburbanos acessando os serviços de alta velocidade nas principais estações do centro da cidade. O serviço de transporte Regional-Express entre Munique e Nuremberg, na Alemanha, percorre 200 km/h, junto com uma linha de alta velocidade que alcança até 300 km/h.
Os trens regionais Estocolmo-Uppsala, Estocolmo-Västerås, Estocolmo-Eskilstuna e Gotemburgo-Trollhättan na Suécia alcançam 200 km/h e também atendem a muitos passageiros por dia.[carece de fontes?]

## Lista de trens urbanos

### África

#### Tunísia
- Tunis : Société des transports de Tunis

### América do Norte

#### Canadá
- Montreal : Agence métropolitaine de transport (AMT) - Trens urbanos da AMT
- Toronto : GO Transit - GO Train
- Vancouver : Translink - West Coast Express

#### México
- Cidade do México : Ferrocarril Suburbano de la Zona Metropolitana del Valle de México

#### Estados Unidos
- Albuquerque : New Mexico Rail Runner Express
- Boston : MBTA Commuter Rail
- Chicago : Metra
- De Downtown Chicago a South Bend : Northern Indiana Commuter Transportation District - South Shore Line
- Dallas e Fort Worth : Trinity Railway Express (TRE)
- Los Angeles : Metrolink
- Miami, Fort Lauderdale e Palm Beach : South Florida Regional Transportation Authority - Tri-Rail
- Minneapolis : Northstar Commuter Rail
- Nashville : Regional Transportation Authority - Music City Star Commuter Rail
- Nova Iorque e Long Island : Metropolitan Transit Authority - Long Island Rail Road
- Nova Iorque, Estado de Nova Iorque e Connecticut : Metropolitan Transit Authority - Metro-North Railroad
- Nova Iorque/Nova Jérsei : NJ Transit - New Jersey Transit Rail Operations
- Filadélfia : SEPTA - SEPTA Regional Rail
- Portland : TriMet - Westside Express Service (WES)
- Salt Lake City : Utah Transit Authority - Front Runner North
- San Diego : North County Transit District - Coaster, Sprinter
- San Francisco Bay Area : Altamont Commuter Express (ACE)
- Península de San Francisco e Vale de Santa Clara : Caltrain
- Seattle : Sound Transit - Sounder Commuter Rail
- Washington, D.C. e Baltimore : Maryland Transit Administration - MARC Commuter Rail
- Washington, D.C. e Virgínia : Virginia Rail Express

### América do Sul

#### Brasil
- São Paulo: Trem Metropolitano de São Paulo
- Rio de Janeiro: Trens Urbanos do Rio de Janeiro
- Salvador: Trem suburbano de Salvador (desativado, em conversão para VLT)
- Fortaleza: STU/Fortaleza (desativado, convertido para metrô e para VLT)
- João Pessoa: Sistema de Trens Urbanos de João Pessoa (desativado, convertido para VLT)
- Maceió: STU/Maceió (desativado, convertido para VLT)
- Natal: STU/Natal(desativado, convertido para VLT)
- Santos: TIM/Santos (desativado, convertido para VLT)[8][9]
- Pindamonhangaba: Estrada de Ferro Campos do Jordão (Trem regional de subúrbios)

### Ásia

#### Japão
- Tóquio : JR East
- Osaka, Kyoto e Kobe : JR West

### Europa

#### Alemanha
- Berlim : S-Bahn de Berlim
- Reno-Ruhr : S-Bahn Reno-Ruhr
- Frankfurt am Main : S-Bahn Reno-Meno

#### Áustria
- Viena : S-Bahn de Viena

#### Bélgica
- Bruxelas : RER de Bruxelas

#### Dinamarca
- Copenhague : S-tog

#### Espanha
- Madrid : Cercanías Madrid

#### Estônia
- Tallinn : Elektriraudtee

#### Finlândia
- Helsínquia : Trem urbano de Helsinki

#### França
- Paris : RER, Transilien
- Lille : Réseau express régional de Lille Métropole (em construção)
- Lyon : Réseau express de l'aire urbaine lyonnaise (em construção)
- Nantes : Réseau périurbain tram-train

#### Itália
- Roma : Linee FR
- Milão : Linee S

#### Portugal
- Lisboa : Urbano (CP)
- Porto : Urbano (CP)

#### República Tcheca
- Praga : Esko

#### Reino Unido
- Londres : London Overground, Crossrail

#### Suíça
- Zurique : S-Bahn Zurich
- Basileia : Regio S-Bahn
- Berna : S-Bahn Bern
- Lausanne : REV Réseau Express Vaudois
- Lucerna : S-Bahn Luzern
- Zug : Stadtbahn Zug
- Genebra : RER Rhône Express Regional, Projeto RER Franco-Valdo-Genebrino
- São Galo : S-Bahn St-Gallen